# دالان‌کن نوک‌باریک
دالان‌کن نوک‌باریک (نام علمی: Geositta tenuirostris) نام یک گونه از سرده دالان‌کن‌ها است.